# Великобабчанська сільська рада
Великобабчанська сільська́ ра́да — адміністративно-територіальна одиниця та орган місцевого самоврядування в Чугуївському районі Харківської області. Адміністративний центр — село Велика Бабка.

## Загальні відомості
Великобабчанська сільська рада утворена в 1923 році.
- Територія ради: 91,226 км²
- Населення ради: 779 осіб (станом на 2001 рік)

## Населені пункти
Сільській раді були підпорядковані населені пункти:
- с. Велика Бабка
- с. Піщане

## Склад ради
Рада складалася з 12 депутатів та голови.
- Голова ради: Чижиков Віктор Георгійович
- Секретар ради: Сорокіна Ольга Миколаївна

### Керівний склад попередніх скликань
| Прізвище, ім'я, по батькові | Основні відомості                                                         | Дата обрання | Дата звільнення |
| --------------------------- | ------------------------------------------------------------------------- | ------------ | --------------- |
| Чижиков Віктор Георгійович  | Сільський голова, 1958 року народження, освіта вища, безпартійний         | 26.03.2006   | 31.10.2010      |
| Чижиков Віктор Георгійович  | Сільський голова, 1958 року народження, освіта вища, член Партії регіонів | 31.10.2010   |                 |

Примітка: таблиця складена за даними сайту Верховної Ради України

### Депутати
За результатами місцевих виборів 2010 року депутатами ради стали:

#### За суб'єктами висування
| Суб'єкт висування                                       | Кількість обраних депутатів | %    |
| ------------------------------------------------------- | --------------------------- | ---- |
| Партія регіонів                                         | 8                           | 66,7 |
| Політична партія Всеукраїнське об'єднання «Батьківщина» | 3                           | 25   |
| Самовисування                                           | 1                           | 8,3  |

#### За округами
| № округу                                                | Прізвище, ім'я, по батькові         | Дата визнання обраним | Освіта             | Партійна приналежність | Відомості про обраного депутата                                             |
| ------------------------------------------------------- | ----------------------------------- | --------------------- | ------------------ | ---------------------- | --------------------------------------------------------------------------- |
| Партія регіонів                                         |                                     |                       |                    |                        |                                                                             |
| 1                                                       | Богуславський Михайло Олександрович | 02.11.2010            | вища               | член Партії регіонів   | пенсіонер                                                                   |
| 2                                                       | Кальоних Олександр Володимирович    | 02.11.2010            | середня            | член Партії регіонів   | Великобабчанська загальноосвітня школа І-ІІІ ст., операторгазо-воїкоте-льні |
| 3                                                       | Житеньова Надія Василівна           | 02.11.2010            | середня спеціальна | член Партії регіонів   | домогос-подарка                                                             |
| 6                                                       | Страхов Олександр Миколайович       | 02.11.2010            | вища               | член Партії регіонів   | ТОВ «Тресс», директор                                                       |
| 8                                                       | Кураксіна Валентина Сергіївна       | 02.11.2010            | вища               | член Партії регіонів   | Агрофірма «Зоря», економіст                                                 |
| 9                                                       | Ворушило Олександр Михайлович       | 02.11.2010            | вища               | член Партії регіонів   | Великобабчанська загальноосвітня школа І-ІІІ ст., вчитель                   |
| 10                                                      | Бахарєва Тетяна Василівна           | 02.11.2010            | вища               | член Партії регіонів   | пенсіонер                                                                   |
| 11                                                      | Вараница Олексій Юхимович           | 02.11.2010            | середня            | член Партії регіонів   | Холодногірська виправнаколонія, молодшийінспектор                           |
| Політична партія Всеукраїнське об'єднання «Батьківщина» |                                     |                       |                    |                        |                                                                             |
| 5                                                       | Жолтіков Сергій Іванович            | 02.11.2010            | середня спеціальна | позапартійний          | Хотімлянськелісниц-тво, майс-терлісу                                        |
| 7                                                       | Сорокіна Ольга Миколаївна           | 02.11.2010            | вища               | позапартійна           | Великобабчанська сільська рада, секре-тар                                   |
| 12                                                      | Мілько Ірина Віталіївна             | 02.11.2010            | вища               | позапартійна           | Великобабчанська загальноосвітня школа І-ІІІ ст., директор                  |
| Самовисування                                           |                                     |                       |                    |                        |                                                                             |
| 4                                                       | Семенов Андрій Вікторович           | 02.11.2010            | вища               | позапартійний          | приватний підприємець, директор                                             |